# Päällikköjärvi
Päällikköjärvi är en sjö i kommunen S:t Michel i landskapet Södra Savolax i Finland. Sjön ligger 90 meter över havet. Arean är 82 hektar och strandlinjen är 12,58 kilometer lång. Sjön  ingår i Vuoksens huvudavrinningsområde.   Den ligger nära S:t Michel och omkring 220 kilometer nordöst om Helsingfors. 
Päällikköjärvi ligger öster om Ylimmäinen. 